# Vintervisa
"Vintervisa" är en dikt av Anna Maria Lenngren från år 1793. Dikten har karaktären av en dryckesvisa, och innehåller många konkreta detaljer från en nordisk vinterdag. 
Dikten finns tonsatt för blandad kör av Sven-Eric Johanson.